# Anton Kuh

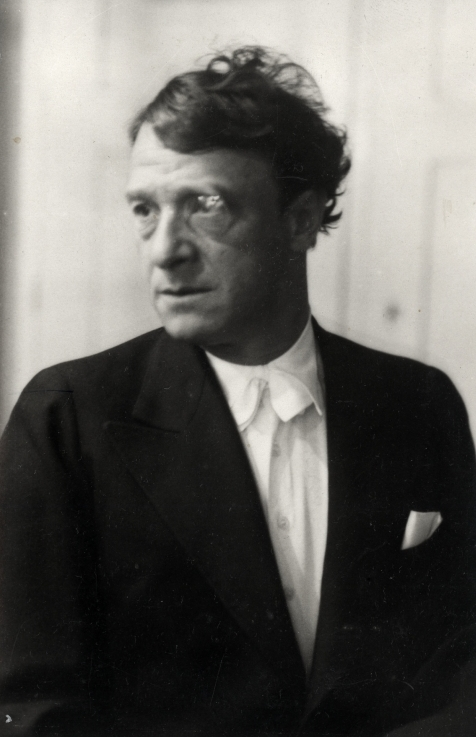
Aufnahme von Max Fenichel (1932)

Anton Kuh (geb. 12. Juli 1890 in Wien, Österreich-Ungarn; gest. 18. Januar 1941 in New York) war ein österreichischer Journalist, Essayist, Erzähler und Redner.

## Biografie

### Familie
Anton Kuh stammte aus einer Prager Familie mit schriftstellerischer Veranlagung. Sein Vater Emil Kuh (* 1856; † 26. Mai 1912) war Redakteur und später Chefredakteur des Neuen Wiener Tagblatts. Sein Großvater David Kuh (1819–1879) war Journalist in Prag.
Der Vater Emil Kuh hatte Auguste Perlsee geheiratet. Der Ehe entstammten neben Anton Kuh zwei weitere Söhne und drei Töchter, darunter Marianne Kuh (1893–1948).

### Leben

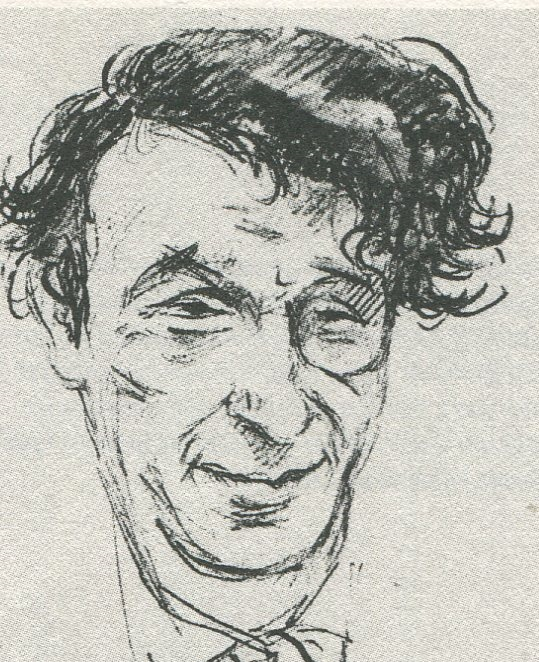
Zeichnung von Emil Orlik (1926)

Unter seinem eigenen Namen und unter dem Pseudonym Yorick veröffentlichte Anton Kuh u. a. Satiren und zahlreiche kurze Prosastücke, in denen er sich im Sinne von Pazifismus und Demokratie kritisch, witzig und hellsichtig mit seiner Zeit auseinandersetzte. Kuh würdigte früh die überragende Bedeutung Franz Kafkas und sprach sich bereits in den 1920er Jahren prophetisch warnend gegen den aufkommenden rechten Zeitgeist aus. 1919/20 schrieb er für die linke Wiener Tageszeitung Der Neue Tag. Bekannt war Kuh zu Lebzeiten vor allem als Vortragskünstler. Kurt Tucholsky nannte ihn daher – trotz Kuhs recht umfangreichen publizierten Œuvres – einen „Sprechsteller“. Auch sein Biograf Walter Schübler sieht in Anton Kuhs Stegreifreden sein „Hauptwerk“, das „für alle Zeit als verloren gelten muss“. 1919 war er mit Liliana Amon verlobt, die Ehe wurde aber nicht geschlossen.
Eine der bekanntesten dieser Reden, gehalten am 25. Oktober 1925 im Wiener Konzerthaus, ist durch stenografische Mitschriften überliefert: Der Affe Zarathustras, eine Polemik gegen Karl Kraus. In ihr attackierte Kuh nicht nur die schauspielerhafte Eitelkeit und die Publikumsverachtung des Schriftstellers und Rezitators Kraus, sondern vor allem das elitär apolitische „Krausianertum“ seiner Anhängergemeinde:

„Sie spazieren im Labyrinth seiner dunkel gewundenen Drehs wie Alumnen unter Klosterkreuzgängen. Wie kühl es da ist, wie weit weg von Moskau und Berlin.“

Kuh lebte zunächst in Prag und Wien, zog dann 1928 nach Berlin, weil er

„lieber ‚in Berlin unter Wienern, statt in Wien unter Kremsern‘ leben wollte“

Von den Nationalsozialisten als „Kulturbolschewik“ geschmäht und wegen seiner jüdischen Herkunft musste er Deutschland 1933 verlassen. Nach dem „Anschluss Österreichs“ musste er 1938 seine Emigration in die USA fortsetzen. Kuh starb am 18. Januar 1941 in New York an einem Herzanfall. Sein Nachlass ist weitestgehend verschollen, sein Grab unbekannt.
Von 1927 bis 1930 war Kuh auch als Drehbuchautor tätig. Als solcher war er an den Filmen Hotelgeheimnisse und Sensations-Prozess beteiligt.

## Aussagen
„Nur nicht gleich sachlich werden! Es geht ja auch persönlich.“

Anton Kuh war ein Meister im Erlangen von Vorschüssen für Essays und Glossen, die er durch einige brillante Sätze aus den Redakteuren herauszulocken verstand. Dabei hatte er nie die Absicht, die zugesagten Artikel zu liefern. Im Gegenteil: Er verachtete Kollegen, die Vorschüsse abarbeiteten. Einmal sagte er über Friedrich Torberg:

„Das ist auch so ein unkollegialer Kollege. Er nimmt Vorschuss und liefert pünktlich. Ich habe ihn schon einige Male dabei ertappt.“

Anton Kuh liebte seinen Nachnamen nicht. Vergebens pflegte er sich mit den Worten vorzustellen:

„Kuh – alle Witze schon gemacht.“

Auf den Vorwurf eines Freundes „Warum sind Sie immer so aggressiv, Anton“ gab er seine Philosophie preis:

„Wenn einer Kuh heißt und ernst genommen werden will, muß er so tun, als wäre er ein Stier.“

## Nachwirkung
Seine Werke wurden in den 1960er Jahren neu entdeckt. Im Jahr 2002 wurde in Wien-Landstraße (3. Bezirk) der Anton-Kuh-Weg nach ihm benannt. 2016 erschien eine vom Wiener Literaturwissenschaftler Walter Schübler erstellte siebenbändige Werkausgabe, 2018 eine umfangreiche Biografie.

## Werke (Auswahl)

### Erstausgaben
- Juden und Deutsche. Erich Reiss, Berlin 1921 (Digitalisat)
- Von Goethe abwärts. Essays in Aussprüchen, Leipzig-Wien-Zürich, E.P.Tal & Co. 1922, online
- Börne der Zeitgenosse. Eine Auswahl, eingeleitet und herausgegeben von Anton Kuh. Leipzig-Wien, Verlag der Wiener Graphischen Werkstätten 1922, online
- Der Affe Zarathustras (Karl Kraus). Eine Stegreifrede, J.Deibler Verlag 1925, online
- Der unsterbliche Österreicher, München, Knorr & Hirth 1931, online

### Werkausgabe
- Anton Kuh: Werke. Herausgegeben von Walter Schübler. Wallstein, Göttingen 2016 (Sieben Bände), ISBN 978-3-8353-1617-1.[7]

### Sammelausgaben
- Luftlinien. Feuilletons, Essays und Publizistik. Hrsg. von Ruth Greuner, Verlag Volk und Welt, Berlin 1981. Auch: Löcker Verlag, Wien 1981. ISBN 3-85409-022-6. Auch u.d.T.: Metaphysik und Würstel. Feuilletons, Essays und Publizistik. Diogenes Verlag, Zürich 1987 (= Diogenes-Taschenbuch 21455). ISBN 3-257-21455-3.
- Zeitgeist im Literatur-Cafe. Feuilletons, Essays und Publizistik. Neue Sammlung, hrsg. von Ulrike Lehner, Löcker Verlag, Wien 1985. ISBN 3-85409-081-1.
- Juden und Deutsche. Hrsg. und mit einer Einleitung von Andreas B. Kilcher. Löcker Verlag Wien 2003. ISBN 3-85409-369-1.
- Jetzt können wir schlafen gehen! Zwischen Wien und Berlin. Herausgegeben und mit einem Nachwort von Walter Schübler. Metro-Verlag, Wien 2012 ISBN 978-3-99300-069-1 (Vier Dutzend bislang unveröffentlichte Texte, Gregor Auenhammer in: Der Standard, 26. Mai 2012, Beilage Album, Seite A11)

## Hörbücher
- Helmut Qualtinger: Österreichisches Lesebuch – Helmut Qualtinger liest Anton Kuh. Preiser Records, Wien, LP 1962 / CD 1988.
- Helmut Qualtinger: Helmut Qualtinger liest Anton Kuh Folge 2. Preiser Records, Wien, LP 1981 / CD 1999.
- Stephan Paryla-Raky liest Anton Kuh: Der unsterbliche Österreicher. AstorMedia, Wien 2007, ISBN 978-3-900277-19-2.
- Helmut Lohner liest Anton Kuh: Sekundentriumph und Katzenjammer. Radio Österreich1, Edition Radio Literatur, CD ORF 1995.

### Übersichten und Lexikonartikel
- Ulrich Weinzierl: Kuh, Anton. In: Neue Deutsche Biographie (NDB). Band 13, Duncker & Humblot, Berlin 1982, ISBN 3-428-00194-X, S. 249 f. (Digitalisat).
- Walter Schübler: Kuh, Anton. In: Österreichisches Biographisches Lexikon, Lfg. 2 (15. März 2013)
- Klaus G. Saur: Kuh, Anton. In: Karin Peter, Gabriele Bartelt-Kircher, Anita Schröder (Hrsg.): Zeitungen und andere Drucksachen. Die Bestände des Dortmunder Instituts für Zeitungsforschung als Quelle und Gegenstand der Forschung. Klartext-Verlag, Essen 2014, ISBN 978-3-8375-1015-7, S. 477.

### Biografie
- Walter Schübler: Anton Kuh. Biographie. Wallstein, Göttingen 2018, ISBN 978-3-8353-3189-1 (Verlagspräsentation) und Digitalisat, Kostenfreies PDF
  - Rezension: Fabian Wolff: Zwickel gegen Monokel. In: Süddeutsche Zeitung, Nr. 273, 27. November 2018, Beilage „SZ Spezial - Literatur Belletristik“, S. 5
  - Rezension: Thomas Miessgang: Dandy und Lästermaul. In: Die Zeit, Nr. 52, 13. Dezember 2018, Österreich-Ausgabe, S. 11 f.

### Weiteres
- Oliver Bentz: Anton Kuh. In: Deutschsprachige Exilliteratur seit 1933. Band 3: USA, Hrsg. von John M. Spalek, Konrad Feilchenfeldt und Sandra H. Hawrylchak, Teil 3. Bern / München 2002, S. 95–113.
- Oliver Bentz: Anton Kuh. Kaffeehausliterat zwischen Prag, Wien und Berlin. Verlag Hentrich & Hentrich, Berlin 2017 (Reihe Jüdische Miniaturen).
- Oliver Bentz: Anton Kuh – Ein Hirnzigeuner von lukianischem Geblüt. Künstlerbuch mit einem biographischen Essay über Anton Kuh von Oliver Bentz und drei Porträtradierungen sowie einer Bronzemedaille mit dem Konterfei Anton Kuhs aus der Hand des Künstlers Thomas Duttenhoefer. Wien / Speyer 2010.
- Franz Blei: Der Stegreifredner. In: Prager Tagblatt, 12. Januar 1929.
- Max Brod: Der Nietzsche-Liberale. In: Jüdische Rundschau, Jg. 26, 1921, Nr. 23/24, S. 163–164.
- Franziska Geiser: Das Zeitalter des Infantilismus. Zu Anton Kuhs Kultur- und Gesellschaftskritik. Wallstein, Göttingen 2020, ISBN 978-3-8353-3760-2.
- Walter Kissling: Das Schulbuch zwischen Monarchie und Republik. Anton Kuhs Essay vom "unsterblichen Lesebuch" (1919). In: Österreich Geschichte Literatur Geographie, Jg. 65 (2021), Heft 3, S. 325–348.
- Karena Lütge, Walter Schübler: Schmutzfink der Aufrichtigkeit. Der Journalist und Vortragskünstler Anton Kuh. Radio-Feature, Deutschlandfunk, Freitag, 22. Juni 2012, 20.10 Uhr (Produktion: DLF 2012, Länge: 50 Minuten). Übernommen von DRadio Wissen am 14. Juli 2012 sowie von Ö1 am 18. Feber 2013 („Tonspuren“) und am 21. Feber 2013 („Da capo: Tonspuren“)[8]
- Elisabeth Nürnberger: Anton Kuh. Ein österreichischer, jüdischer Journalist und seine politische Berichterstattung in der Zwischenkriegszeit und im Exil. Dissertation. Universität Wien 1989.
- Walter Schübler: Weandorf. Anton Kuh und die Provinzialisierung der Metropole. In: Wolfgang Kos (Hg.): Kampf um die Stadt. Politik, Kunst und Alltag um 1930 [Katalog zur 361. Sonderausstellung des Wien Museums, 19. November 2009 bis 28. März 2010]. Wien 2009, S. 108–113.
- Walter Schübler: A.E.I.O.U.? – L.M.I.A.! Anton Kuhs „Unsterblicher Österreicher“ – und sein sterblicher Nachfahr. In: Wespennest. Zeitschrift für brauchbare Texte und Bilder, Nr. 161, November 2011, S. 81–85.
- Walter Schübler: Von G’schaftlhubern und Betriebsamkeitsfritzen: Anton Kuh über „Wien–Berlin“. In: Walter Schübler (Hg.): Anton Kuh: Jetzt können wir schlafen gehen! Zwischen Wien und Berlin. Wien 2012, S. 7–25.
- Walter Schübler: Eine Wiener „Lokalgröße“? – Mitnichten! Anton Kuh: eine Richtigstellung. In: Walter Schübler (Hg.): Anton Kuh: Jetzt können wir schlafen gehen! Zwischen Wien und Berlin. Wien 2012, S. 218–224.
- Walter Schübler: Vor dem Edieren oder: Im Bergwerk mit Anton Kuh (1890–1941). In: Zeitschrift für Germanistik, Neue Folge, 22. Jg. (2012), Heft 3 [Schwerpunkt Feuilleton-Forschung], S. 648–652.
- Walter Schübler: Jüngelismus & Operettenvertrottlung. Über die verzerrte Wahrnehmung Anton Kuhs. In: Recherche. Zeitung für Wissenschaft, Nr. 2/2012, S. 4–5.
- Walter Schübler: „Der Börsejud als Übermensch“ oder Anton Kuhs Anamnese der jüdischen Moderne und deren Rezeption in Prag. In: brücken. Germanistisches Jahrbuch Tschechien–Slowakei. Neue Folge 23/1–2 (2015), S. 53–64.